# Дискография Iron Maiden
Iron Maiden — британская рок-группа, играющая в стиле хеви-метал. Она была основана в 1975 году бас-гитаристом Стивом Харрисом и за свою историю выпустила 17 студийных альбомов, а также большое количество концертных альбомов, сборников, синглов и видео.
Первый стабильный состав Iron Maiden включал вокалиста Пола Ди’Анно, басиста Стива Харриса, гитаристов Дэйва Мюррея и Дэнниса Стрэттона и барабанщика Клайва Барра. В таком составе коллектив записал дебютный одноимённый альбом, который стал классической работой в рамках движения Новая волна британского хэви-метала. После того как гитарист Эдриан Смит сменил Дэнниса Стрэттона группа представила новый альбом — Killers (1981).
Позже, в том же году, к группе присоединился вокалист Брюс Дикинсон, который сменил уволенного Пола Ди’Анно. Его появление знаменовало начало выпуска серии альбомов, которые попали в британский Топ 10, подняв популярность Iron Maiden на новый уровень. С Дикинсоном группа записала несколько золотых и платиновых альбомов и добилась мирового успеха, но в 1993 году вокалист по причине творческих разногласий покинул группу. После его ухода Iron Maiden постепенно стала утрачивать популярность, и работы, записанные с новым вокалистом Блэйзом Бэйли, уже не поднимались до статуса «золотых» (по мнению самих музыкантов, причина заката успеха была отнюдь не в смене вокалиста, а в изменении музыкальной конъюнктуры и падении популярности хэви-метала как жанра).
Брюс Дикинсон и Эдриан Смит вернулись в 1999 году, а в 2000 году свет увидел альбом Brave New World. Через три года Iron Maiden представила новую пластинку — Dance of Death, которая была названа «триумфальным возвращением к успеху». В 2006 году музыканты выпустили альбом A Matter of Life and Death, названный критиками «более сложным и витиеватым», однако, как и оба его предшественника, альбом получил статус «золотого». В августе 2010 года Iron Maiden представили альбом The Final Frontier. 4 сентября 2015 года вышел альбом The Book of Souls, 3 сентября 2021 года — Senjutsu. Таким образом за свою карьеру группа записала 17 студийных альбомов. По состоянию на 2023 год Iron Maiden продали более 130 миллионов копий своих альбомов по всему миру.

## Студийные альбомы
| Год | Детали                                                                                                   | Позиции в чартах | Позиции в чартах | Позиции в чартах | Позиции в чартах | Позиции в чартах | Позиции в чартах | Позиции в чартах | Позиции в чартах | Позиции в чартах | Позиции в чартах | Позиции в чартах | Сертификации                                                                    |
| Год | Детали                                                                                                   | UK               | AUT              | CAN              | FIN              | GER              | JPN              | NOR              | SWE              | SWI              | US               | IRL              | Сертификации                                                                    |
| --- | --- | ---------------- | ---------------- | ---------------- | ---------------- | ---------------- | ---------------- | ---------------- | ---------------- | ---------------- | ---------------- | ---------------- | ------------------------------------------------------------------------------- |
| 1980                                                                                                   | Iron Maiden - Релиз: 14 апреля 1980 - Лейбл: EMI (EMC 3330) - Формат: CD, CS, LP                         | 4                | —                | —                | —                | —                | —                | —                | 36               | —                | —                | —                | UK: Платиновый CAN: Платиновый                                                  |
| 1981                                                                                                   | Killers - Релиз: 2 февраля 1981 - Лейбл: EMI (EMC 3357) - Формат: CD, CS, LP, 8 Track                    | 12               | 20               | —                | —                | —                | —                | 19               | 11               | —                | —                | —                | UK: Золотой US: Золотой GER: Золотой SWE: Золотой                               |
| 1982                                                                                                   | The Number of the Beast - Релиз: 29 марта 1982 - Лейбл: EMI (EMC 3400) - Формат: CD, CS, LP, 8 Track     | 1                | 3                | 11               | —                | —                | —                | 13               | 7                | —                | —                | —                | UK: Платиновый US: Платиновый CAN: 3x платиновый GER: Золотой                   |
| 1983                                                                                                   | Piece of Mind - Релиз: 16 мая 1983 - Лейбл: EMI (EMA 800) - Формат: CD, CS, LP                           | 3                | 10               | 10               | —                | —                | —                | 9                | 6                | —                | 14               | —                | UK: Платиновый US: Платиновый CAN: 2x платиновый GER: Золотой                   |
| 1984                                                                                                   | Powerslave - Релиз: 3 сентября 1984 - Лейбл: EMI (POWER 1) - Формат: CD, CS, LP                          | 2                | 15               | 21               | —                | —                | —                | 4                | 5                | 10               | 21               | —                | UK: Золотой US: Платиновый CAN: 2x платиновый GER: Золотой                      |
| 1986                                                                                                   | Somewhere in Time - Релиз: 29 сентября 1986 - Лейбл: EMI (EMC 3512) - Формат: CD, CS, LP                 | 3                | 10               | 15               | —                | —                | —                | 8                | 6                | 22               | 11               | —                | UK: Золотой US: Платиновый GER: Золотой                                         |
| 1988                                                                                                   | Seventh Son of a Seventh Son - Релиз: 11 April 1988 - Лейбл: EMI (EMD 1006) - Формат: CD, CS, LP         | 1                | 6                | 11               | —                | —                | 39               | 3                | 3                | 2                | 12               | —                | UK: Золотой US: Золотой GER: Золотой                                            |
| 1990                                                                                                   | No Prayer for the Dying - Релиз: 1 октября 1990 - Лейбл: EMI (EMD 1017) - Формат: CD, CS, LP             | 2                | 19               | 27               | —                | —                | 16               | 4                | 6                | 11               | 17               | —                | UK: Золотой US: Золотой                                                         |
| 1992                                                                                                   | Fear of the Dark - Релиз: 11 мая 1992 - Лейбл: EMI (EMD 1032) - Формат: CD, CS, LP                       | 1                | 8                | 12               | —                | 5                | 11               | 6                | 8                | 5                | 12               | —                | UK: Золотой                                                                     |
| 1995                                                                                                   | The X Factor - Релиз: 2 октября 1995 - Лейбл: EMI (7243-8-35819-2-4) - Формат: CD, CS, LP                | 8                | 19               | —                | 2                | 16               | 17               | 25               | 4                | 27               | 147              | —                |                                                                                 |
| 1998                                                                                                   | Virtual XI - Релиз: 23 марта 1998 - Лейбл: EMI (7243-4-93915-2-9) - Формат: CD, CS, LP                   | 16               | 24               | 60               | 6                | 16               | 19               | 28               | 16               | 39               | 124              | —                |                                                                                 |
| 2000                                                                                                   | Brave New World - Релиз: 29 мая 2000 - Лейбл: EMI (7243-5-26605-2-0) - Формат: CD, CS, LP                | 7                | 10               | 23               | 2                | 3                | 13               | 4                | 1                | 9                | 39               | 21               | UK: Золотой BRA: Золотой CAN: Золотой                                           |
| 2003                                                                                                   | Dance of Death - Релиз: 8 сентября 2003 - Лейбл: EMI (7243-5-93010-2-0) - Формат: CD, CS, LP             | 2                | 3                | 5                | 1                | 2                | 11               | 3                | 1                | 2                | 18               | 6                | UK: Золотой BRA: Золотой ARG: Золотой                                           |
| 2006                                                                                                   | A Matter of Life and Death - Релиз: 28 августа 2006 - Лейбл: EMI (0946-3-72331-2-2) - Формат: CD, CS, LP | 4                | 4                | 2                | 1                | 1                | 11               | 2                | 1                | 2                | 9                | 5                | UK: Золотой BRA: Золотой CAN: Золотой SWE: Золотой GER: Золотой NOR: Платиновый |
| 2010                                                                                                   | The Final Frontier - Релиз: 16 августа 2010 - Лейбл: EMI - Формат: CD, LP, iTunes LP, Digital Download   | 1                | 1                | 1                | 1                | 1                | 1                | 1                | 1                | 1                | 4                | 3                | FIN: Золотой SWE: Золотой FRA: Золотой NOR: Золотой RUS: Золотой                |
| 2015                                                                                                   | The Book of Souls - Релиз: 4 сентября 2015 - Лейбл: Parlophone - Формат: CD, LP, Digital Download        | 1                | 1                | 2                | 1                | 1                | 6                | 1                | 1                | 1                | 4                | 2                | GER: Золотой HUN: Золотой BRA: Золотой UK: Серебряный                           |
| 2021                                                                                                   | Senjutsu - Релиз: 3 сентября 2021 - Лейбл: Parlophone - Формат: CD, LP, Digital Download                 | 2                | 3                | 5                | 1                | 1                | 10               | 5                | 1                | 1                | 3                | 1                | UK: Серебряный                                                                  |
| Символ «—» означает, что релиз либо не участвовал в данном чарте, либо не был выпущен в данной стране. | |                  |                  |                  |                  |                  |                  |                  |                  |                  |                  |                  |                                                                                 |

## Концертные альбомы
| Год | Детали | Позиции в чартах | Позиции в чартах | Позиции в чартах | Позиции в чартах | Позиции в чартах | Позиции в чартах | Позиции в чартах | Позиции в чартах | Позиции в чартах | Позиции в чартах | Позиции в чартах | Сертификации                                               |
| Год | Детали | UK               | AUT              | FIN              | GER              | JPN              | NLD              | NOR              | SWE              | SWI              | US               | IRL              | Сертификации                                               |
| --- | --- | ---------------- | ---------------- | ---------------- | ---------------- | ---------------- | ---------------- | ---------------- | ---------------- | ---------------- | ---------------- | ---------------- | ---------------------------------------------------------- |
| 1985                                                                                                   | Live After Death - Релиз: 14 октября 1985 - Лейбл: EMI (EMC 267) - Формат: CD, CS, LP                                                                    | 2                | —                | —                | —                | —                | —                | 13               | 8                | 26               | 19               | —                | UK: Золотой US: Платиновый CAN: 2× платиновый SWE: Золотой |
| 1993                                                                                                   | A Real Live One - Релиз: 22 марта 1993 - Лейбл: EMI (0777-7-81456-2-2) - Формат: CD, CS, LP                                                              | 3                | 11               | —                | 25               | 29               | 45               | —                | 30               | 25               | 106              | —                |                                                            |
| 1993                                                                                                   | A Real Dead One - Релиз: 18 октября 1993 - Лейбл: EMI (0777-7-89248-2-1) - Формат: CD, CS, LP                                                            | 12               | —                | —                | 50               | 16               | 97               | —                | 14               | 37               | 140              | —                |                                                            |
| 1993                                                                                                   | Live at Donington - Релиз: 8 ноября 1993 - Лейбл: EMI (7243-8-27511-2-0) - Формат: CD, CS, LP                                                            | 23               | —                | —                | —                | 39               | —                | —                | —                | —                | —                | —                |                                                            |
| 2002                                                                                                   | Rock in Rio - Релиз: 25 марта 2002 - Лейбл: EMI (7243-5-38643-0-9) - Формат: CD, CS, LP                                                                  | 15               | 17               | 8                | 13               | 43               | 43               | 14               | 14               | 17               | 186              | 59               | BRA: Золотой                                               |
| 2002                                                                                                   | The BBC Archives - Релиз: 4 ноября 2002 - Лейбл: EMI - Формат: ?                                                                                         | ?                | ?                | ?                | ?                | ?                | ?                | ?                | ?                | ?                | ?                | ?                |                                                            |
| 2002                                                                                                   | Beast over Hammersmith - Релиз: 4 ноября 2002 - Лейбл: EMI - Формат: ?                                                                                   | ?                | ?                | ?                | ?                | ?                | ?                | ?                | ?                | ?                | ?                | ?                |                                                            |
| 2005                                                                                                   | Death on the Road - Релиз: 30 August 2005 - Лейбл: EMI (0946-3-36574-2-7) - Формат: CD, LP                                                               | 22               | 23               | 5                | 17               | 106              | 39               | 12               | 7                | 17               | —                | 27               | UK: Серебряный                                             |
| 2009                                                                                                   | Flight 666 - Релиз: 25 мая 2009 - Лейбл: EMI - Формат: CD, LP                                                                                            | 15               | 36               | 14               | 6                | 61               | 50               | 22               | 25               | 24               | 34               | 77               |                                                            |
| 2012                                                                                                   | En Vivo! - Релиз: 26 марта 2012 года - Лейбл: EMI, EMU (США) - Формат: CD, DVD                                                                           | ?                | ?                | ?                | ?                | ?                | ?                | ?                | ?                | ?                | ?                | ?                |                                                            |
| 2013                                                                                                   | Maiden England '88 - Released: 25 March 2013 - Label: EMI (50999-973-651-2-7) - Format: CD, LP                                                           | 30               | 23               | 21               | 14               | 108              | 49               | 29               | 12               | 26               | 148              |                  |                                                            |
| 2017                                                                                                   | The Book of Souls: Live Chapter - Released: 17 November 2017 - Label: Parlophone - Format: CD, LP                                                        | 17               | 10               | 8                | 5                |                  | 23               | 19               | 8                | 5                | 49               |                  |                                                            |
| 2020                                                                                                   | Nights of the Dead, Legacy of the Beast: Live in Mexico City - Выпущен: 20 ноября 2020 - Лейбл: Parlophone - Формат: CD, LP, digital download, streaming |                  |                  |                  |                  |                  |                  |                  |                  |                  |                  |                  |                                                            |
| Символ «—» означает, что релиз либо не участвовал в данном чарте, либо не был выпущен в данной стране. | |                  |                  |                  |                  |                  |                  |                  |                  |                  |                  |                  |                                                            |

## Сборники
| Год | Детали                                                                                            | Позиции в чартах | Позиции в чартах | Позиции в чартах | Позиции в чартах | Позиции в чартах | Позиции в чартах | Позиции в чартах | Позиции в чартах | Позиции в чартах | Позиции в чартах | Сертификации                             |
| Год | Детали                                                                                            | UK               | AUT              | BEL              | FIN              | GER              | JPN              | NDL              | NZ               | SWE              | US               | Сертификации                             |
| --- | ------------------------------------------------------------------------------------------------- | ---------------- | ---------------- | ---------------- | ---------------- | ---------------- | ---------------- | ---------------- | ---------------- | ---------------- | ---------------- | ---------------------------------------- |
| 1996                                                                                                   | Best of the Beast - Релиз: 24 September 1996 - Лейбл: EMI (7243-8-53192-2-8) - Формат: CD, CS, LP | 16               | 41               | 28               | 8                | 42               | 26               | 25               | 37               | 11               | —                | UK: Золотой BRA: Золотой ARG: Платиновый |
| 1999                                                                                                   | Ed Hunter - Релиз: 25 мая 1999 - Лейбл: Sanctuary (C2K 63726) - Формат: CD                        | —                | —                | —                | 27               | —                | —                | 69               | —                | 43               | —                |                                          |
| 2002                                                                                                   | Edward the Great - Релиз: 5 ноября 2002 - Лейбл: EMI (7243-5-43103-2-4) - Формат: CD, CS          | 57               | —                | 46               | 34               | —                | 242              | —                | —                | 16               | —                | UK: Золотой CAN: Золотой                 |
| 2005                                                                                                   | The Essential Iron Maiden - Релиз: 5 июля 2005 - Лейбл: Sanctuary (C2K 92832) - Формат: CD        | —                | —                | —                | —                | —                | —                | —                | —                | —                | —                |                                          |
| 2008                                                                                                   | Somewhere Back in Time - Релиз: 12 мая 2008 - Лейбл: EMI (214-7072) - Формат: CD, LP              | 14               | 26               | 19               | 10               | 84               | 39               | 74               | 24               | 2                | 58               |                                          |
| 2011                                                                                                   | From Fear to Eternity - Релиз: 6 июня 2011 - Лейбл: EMI - Формат: CD                              | —                | —                | —                | —                | —                | —                | —                | —                | —                | —                |                                          |
| Символ «—» означает, что релиз либо не участвовал в данном чарте, либо не был выпущен в данной стране. |                                                                                                   |                  |                  |                  |                  |                  |                  |                  |                  |                  |                  |                                          |

## Мини-альбомы
| Год  | Детали                                                                                          | Комментарии                                                                  |
| ---- | ----------------------------------------------------------------------------------------------- | ---------------------------------------------------------------------------- |
| 1979 | The Soundhouse Tapes - Релиз: 9 ноября 1979 - Лейбл: Rock Hard (ROK 1) - Формат: 7-дюймовый, CD | 5000 копий 7-дюймовых виниловых пластинок было продано меньше чем за неделю. |
| 1980 | Live!! +one - Релиз: ноября 1980 - Лейбл: EMI (062-2600481) - Формат: CS, LP                    |                                                                              |
| 1981 | Maiden Japan - Релиз: 14 September 1981 - Лейбл: EMI (12EMI 5219) - Формат: 12-дюймовый, CS     | Последняя запись Iron Maiden с участием Пола Ди’Анно.                        |
| 2004 | No More Lies - Релиз: 29 марта 2004 - Лейбл: EMI (CDEM 636) - Формат: CD                        |                                                                              |

## Синглы
| Год | Сингл                                   | Позиции в чартах | Позиции в чартах | Позиции в чартах | Позиции в чартах | Позиции в чартах | Позиции в чартах | Позиции в чартах | Позиции в чартах | Позиции в чартах | Позиции в чартах | Позиции в чартах | Позиции в чартах | Позиции в чартах | Альбом                       |
| Год | Сингл                                   | UK               | CAN              | FIN              | FRA              | GER              | IRL              | ITA              | NLD              | NOR              | SWE              | SWI              | US Sales         | US Main          | Альбом                       |
| --- | --------------------------------------- | ---------------- | ---------------- | ---------------- | ---------------- | ---------------- | ---------------- | ---------------- | ---------------- | ---------------- | ---------------- | ---------------- | ---------------- | ---------------- | ---------------------------- |
| 1980                                                                                                   | «Running Free»                          | 34               | —                | —                | —                | —                | —                | —                | —                | —                | —                | —                | —                | —                | Iron Maiden                  |
| 1980                                                                                                   | «Sanctuary»                             | 29               | —                | —                | —                | —                | —                | —                | —                | —                | —                | —                | —                | —                | Iron Maiden                  |
| 1980                                                                                                   | «Women in Uniform»                      | 35               | —                | —                | —                | —                | —                | —                | —                | —                | —                | —                | —                | —                | Killers                      |
| 1981                                                                                                   | «Twilight Zone»                         | 31               | —                | —                | —                | —                | —                | —                | —                | —                | —                | —                | —                | 31               | Killers                      |
| 1981                                                                                                   | «Purgatory»                             | 52               | —                | —                | —                | —                | —                | —                | —                | —                | —                | —                | —                | —                | Killers                      |
| 1982                                                                                                   | «Run to the Hills»                      | 7                | —                | —                | —                | —                | 16               | —                | —                | —                | —                | —                | —                | —                | The Number of the Beast      |
| 1982                                                                                                   | «The Number of the Beast»               | 18               | —                | —                | —                | —                | 19               | —                | —                | —                | —                | —                | —                | —                | The Number of the Beast      |
| 1983                                                                                                   | «Flight of Icarus»                      | 11               | —                | —                | —                | —                | 14               | —                | —                | —                | —                | —                | —                | 8                | Piece of Mind                |
| 1983                                                                                                   | «The Trooper»                           | 12               | 5                | —                | —                | —                | 12               | —                | —                | —                | —                | 5                | —                | 28               | Piece of Mind                |
| 1984                                                                                                   | «2 Minutes to Midnight»                 | 11               | —                | —                | —                | 70               | 10               | —                | —                | —                | —                | —                | —                | 25               | Powerslave                   |
| 1984                                                                                                   | «Aces High»                             | 20               | —                | —                | —                | —                | 29               | —                | —                | —                | —                | —                | —                | —                | Powerslave                   |
| 1985                                                                                                   | «Running Free (Live)»                   | 19               | —                | —                | —                | —                | 12               | —                | —                | —                | —                | —                | —                | —                | Live After Death             |
| 1985                                                                                                   | «Run to the Hills (Live)»               | 26               | —                | —                | —                | —                | 18               | —                | —                | —                | —                | —                | —                | —                | Live After Death             |
| 1986                                                                                                   | «Wasted Years»                          | 18               | —                | —                | —                | —                | 11               | —                | —                | —                | —                | —                | —                | —                | Somewhere in Time            |
| 1986                                                                                                   | «Stranger in a Strange Land»            | 22               | —                | —                | —                | —                | 18               | —                | —                | —                | —                | —                | —                | —                | Somewhere in Time            |
| 1988                                                                                                   | «Can I Play with Madness»               | 3                | —                | —                | —                | 23               | 3                | —                | 14               | 4                | 12               | 23               | —                | —                | Seventh Son of a Seventh Son |
| 1988                                                                                                   | «The Evil That Men Do»                  | 5                | —                | —                | —                | —                | 4                | —                | —                | 7                | —                | —                | —                | —                | Seventh Son of a Seventh Son |
| 1988                                                                                                   | «The Clairvoyant»                       | 6                | —                | —                | —                | —                | 7                | —                | —                | —                | —                | —                | —                | —                | Seventh Son of a Seventh Son |
| 1989                                                                                                   | «Infinite Dreams (Live)»                | 6                | —                | —                | —                | —                | 6                | —                | —                | —                | —                | —                | —                | —                | Seventh Son of a Seventh Son |
| 1990                                                                                                   | «Holy Smoke»                            | 3                | —                | —                | —                | —                | 4                | —                | —                | —                | —                | 20               | —                | —                | No Prayer for the Dying      |
| 1990                                                                                                   | «Bring Your Daughter… to the Slaughter» | 1                | —                | —                | —                | —                | 6                | —                | —                | —                | —                | 19               | —                | —                | No Prayer for the Dying      |
| 1992                                                                                                   | «Be Quick Or Be Dead»                   | 2                | —                | —                | —                | 32               | 10               | —                | —                | 3                | 15               | 15               | —                | —                | Fear of the Dark             |
| 1992                                                                                                   | «From Here to Eternity»                 | 21               | —                | —                | —                | —                | 27               | —                | —                | —                | —                | —                | —                | —                | Fear of the Dark             |
| 1992                                                                                                   | «Wasting Love»                          | —                | —                | —                | —                | —                | —                | —                | —                | —                | —                | —                | —                | —                | Fear of the Dark             |
| 1993                                                                                                   | «Fear of the Dark (Live)»               | 5                | —                | —                | —                | —                | 17               | —                | —                | —                | —                | —                | —                | —                | A Real Live One              |
| 1993                                                                                                   | «Hallowed Be Thy Name (Live)»           | 9                | —                | —                | —                | —                | 16               | —                | —                | —                | —                | —                | —                | —                | A Real Dead One              |
| 1995                                                                                                   | «Man on the Edge»                       | 10               | —                | 1                | 33               | —                | —                | —                | —                | 18               | 23               | —                | —                | —                | The X Factor                 |
| 1996                                                                                                   | «Lord of the Flies»                     | —                | —                | —                | —                | —                | —                | —                | —                | —                | —                | —                | —                | —                | The X Factor                 |
| 1996                                                                                                   | «Virus»                                 | 16               | —                | 3                | —                | —                | —                | —                | 48               | —                | 31               | —                | —                | —                | Best of the Beast            |
| 1998                                                                                                   | «The Angel and the Gambler»             | 18               | —                | 3                | —                | 61               | —                | —                | 52               | —                | 29               | —                | —                | —                | Virtual XI                   |
| 1998                                                                                                   | «Futureal»                              | —                | —                | —                | —                | —                | —                | —                | —                | —                | —                | —                | —                | —                | Virtual XI                   |
| 2000                                                                                                   | «The Wicker Man»                        | 9                | 4                | 11               | 39               | 38               | —                | 3                | 45               | 9                | 5                | 83               | —                | 19               | Brave New World              |
| 2000                                                                                                   | «Out of the Silent Planet»              | 20               | —                | 13               | 72               | 66               | —                | 10               | 87               | —                | 35               | —                | —                | —                | Brave New World              |
| 2002                                                                                                   | «Run to the Hills (Live)»               | 9                | 11               | 5                | 73               | 55               | —                | 6                | 60               | 15               | 28               | 75               | —                | —                | Rock in Rio                  |
| 2003                                                                                                   | «Wildest Dreams»                        | 6                | 26               | 1                | 57               | 27               | 19               | 4                | 45               | 5                | 4                | 68               | —                | —                | Dance of Death               |
| 2003                                                                                                   | «Rainmaker»                             | 13               | 7                | 3                | 71               | 36               | —                | 13               | 98               | —                | 35               | 94               | —                | —                | Dance of Death               |
| 2006                                                                                                   | «The Reincarnation of Benjamin Breeg»   | —                | —                | 1                | 70               | 39               | 18               | —                | —                | 9                | 1                | 74               | —                | —                | A Matter of Life and Death   |
| 2006                                                                                                   | «Different World»                       | 3                | —                | 1                | 99               | 40               | 39               | 3                | —                | —                | 52               | —                | 6                | —                | A Matter of Life and Death   |
| 2010                                                                                                   | «El Dorado»                             | —                | —                | —                | —                | —                | —                | —                | —                | —                | —                | —                | —                | —                | The Final Frontier           |
| 2015                                                                                                   | «Speed of Light»                        | —                | —                | —                | —                | —                | —                | —                | —                | —                | —                | —                | —                | —                | The Book of Souls            |
| 2016                                                                                                   | «Empire of the Clouds»                  | —                | —                | —                | —                | —                | —                | —                | —                | —                | —                | 41[E]            | —                | —                | The Book of Souls            |
| 2021                                                                                                   | «The Writing on the Wall»               | —                | —                | —                | —                | —                | —                | —                | —                | —                | —                | —                | —                | —                | Senjutsu                     |
| Символ «—» означает, что релиз либо не участвовал в данном чарте, либо не был выпущен в данной стране. |                                         |                  |                  |                  |                  |                  |                  |                  |                  |                  |                  |                  |                  |                  |                              |

## Видео
| Год | Детали | Позиции в чартах | Позиции в чартах | Позиции в чартах | Позиции в чартах | Позиции в чартах | Позиции в чартах | Позиции в чартах | Позиции в чартах | Позиции в чартах | Позиции в чартах | Сертификации                                                               |
| Год | Детали | UK               | AUS              | FIN              | GER              | NLD              | NOR              | POR              | ESP              | SWI              | US               | Сертификации                                                               |
| --- | --- | ---------------- | ---------------- | ---------------- | ---------------- | ---------------- | ---------------- | ---------------- | ---------------- | ---------------- | ---------------- | -------------------------------------------------------------------------- |
| 1981                                                                                                   | Live at the Rainbow - Релиз: Май 1981 - Лейбл: PMI (MVR 99-0018-2) - Формат: VHS                                         | —                | —                | —                | —                | —                | —                | —                | —                | —                | —                |                                                                            |
| 1983                                                                                                   | Video Pieces - Релиз: 23 июля 1983 - Лейбл: PMI (MVS 99-0002-2) - Формат: LD, VHS                                        | —                | —                | —                | —                | —                | —                | —                | —                | —                | —                |                                                                            |
| 1984                                                                                                   | Behind the Iron Curtain - Релиз: 23 октября 1984 - Лейбл: PMI (MVR 99-0039-2) - Формат: VHS                              | —                | —                | —                | —                | —                | —                | —                | —                | —                | —                | US: Золотой                                                                |
| 1985                                                                                                   | Live After Death - Релиз: 15 октября 1985 - Лейбл: PMI (MVM 99-1094-2) - Формат: VHS                                     | —                | —                | —                | —                | —                | —                | —                | —                | —                | —                | US: Платиновый                                                             |
| 1987                                                                                                   | 12 Wasted Years - Релиз: Октябрь 1987 - Лейбл: PMI (MVN 99-1152-2) - Формат: VHS                                         | —                | —                | —                | —                | —                | —                | —                | —                | —                | —                | US: Золотой                                                                |
| 1989                                                                                                   | Maiden England - Релиз: 8 ноября 1989 - Лейбл: PMI (MVN 99-1195-3) - Формат: VHS, CD                                     | —                | —                | —                | —                | —                | —                | —                | —                | —                | —                | CAN: Золотой US: Золотой                                                   |
| 1990                                                                                                   | The First Ten Years - Релиз: Ноябрь 1990 - Лейбл: PMI (MVN 99-1246-3) - Формат: VHS                                      | —                | —                | —                | —                | —                | —                | —                | —                | —                | —                | CAN: Золотой                                                               |
| 1992                                                                                                   | From There to Eternity - Релиз: Октябрь 1992 - Лейбл: SMV (19V-49132) - Формат: VHS                                      | —                | —                | —                | —                | —                | —                | —                | —                | —                | —                |                                                                            |
| 1993                                                                                                   | Donington Live 1992 - Релиз: 10 ноября 1993 - Лейбл: PMI (MVN 49-1156-3) - Формат: VHS                                   | —                | —                | —                | —                | —                | —                | —                | —                | —                | —                | ARG: Платиновый                                                            |
| 1994                                                                                                   | Raising Hell - Релиз: Май 1994 - Лейбл: PMI (MVN 49-1264-3) - Формат: VHS                                                | —                | —                | —                | —                | —                | —                | —                | —                | —                | —                |                                                                            |
| 2001                                                                                                   | Classic Albums:The Number of the Beast - Релиз: 4 декабря 2001 - Лейбл: Eagle Vision (EREDV 229) - Формат: DVD, VHS, UMD | —                | —                | —                | —                | —                | 9                | —                | —                | —                | —                | AUS: Золотой                                                               |
| 2002                                                                                                   | Rock in Rio - Релиз: 16 июля 2002 - Лейбл: Sanctuary (SVE 5001) - Формат: DVD, VHS, UMD                                  | 1                | 3                | 3                | 2                | —                | 2                | —                | —                | —                | 2                | AUS: Золотой US: Платиновый ARG: Платиновый                                |
| 2003                                                                                                   | Visions of the Beast - Релиз: 2 June 2003 - Лейбл: EMI (490-4039) - Формат: DVD                                          | —                | 9                | 1                | 41               | —                | 1                | —                | —                | —                | —                | UK: Платиновый AUS: Платиновый CAN: 3× платиновый US: 2× платиновый        |
| 2004                                                                                                   | The Early Days - Релиз: 1 ноября 2004 - Лейбл: EMI (544-3179) - Формат: DVD                                              | 3                | 32               | 1                | 76               | 23               | 2                | 12               | 1                | —                | —                | UK: Золотой AUS: Золотой CAN: 2× платиновый US: Платиновый ARG: Платиновый |
| 2006                                                                                                   | Death on the Road - Релиз: 6 февраля 2006 - Лейбл: EMI (351-4709) - Формат: DVD                                          | 1                | 3                | 1                | —                | —                | 1                | —                | 62               | 78               | —                | AUS: Золотой                                                               |
| 2008                                                                                                   | Live After Death - Релиз: 4 февраля 2008 - Лейбл: EMI (379-5229) - Формат: DVD                                           | 1                | 1                | 1                | 1                | —                | 2                | 2                | 1                | 1                | —                | UK: Золотой AUS: Золотой US: Платиновый CAN: 2× платиновый                 |
| 2009                                                                                                   | Flight 666 - Релиз: 25 мая 2009 - Лейбл: EMI - Формат: Blu-ray, DVD                                                      | 1                | 1                | 1                | 1                | 4                | 1                | 2                | —                | 1                | 1                | AUS: Платиновый US: Платиновый CAN: 5× платиновый                          |
| 2012                                                                                                   | En Vivo! - Released: 26 March 2012 - Label: EMI (50999-301597-9-2) - Format: Blu-ray, DVD                                | 1                | 1                | 1                | 1                | 2                | 1                | 3                | 1                | 2                | —                | CAN: 2× Платиновый FRA: Золотой GER: Золотой POL: Золотой US: Платиновый   |
| 2013                                                                                                   | Maiden England '88 - Released: 25 March 2013 - Label: EMI (50999-973317-9-7) - Format: DVD                               | 2                | 3                | 2                | 2                | 2                | —                | 8                | 1                | 2                | 1                | —                                                                          |
| 2017                                                                                                   | The Book of Souls: Live Chapter - Released: 17 November 2017 - Label: Parlophone - Format: Digital download              | —                | —                | —                | —                | —                | —                | —                | —                | —                | —                | —                                                                          |
| Символ «—» означает, что релиз либо не участвовал в данном чарте, либо не был выпущен в данной стране. | |                  |                  |                  |                  |                  |                  |                  |                  |                  |                  |                                                                            |

## Видеоклипы
| Год  | Название                               | Режиссёр(ы)                     |
| ---- | -------------------------------------- | ------------------------------- |
| 1980 | «Women in Uniform»                     | Дуг Смит                        |
| 1981 | «Wrathchild»                           | Дэйв Хиллиер                    |
| 1982 | «Run to the Hills»                     | Дэвид Моллет                    |
| 1982 | «The Number of the Beast»              | Дэвид Моллет                    |
| 1983 | «Flight of Icarus»                     | Джим Юкиш                       |
| 1983 | «The Trooper»                          | Джим Юкиш                       |
| 1984 | «2 Minutes to Midnight»                | Тони Холтон                     |
| 1984 | «Aces High»                            | Джим Юкиш                       |
| 1986 | «Wasted Years»                         | Джим Юкиш                       |
| 1986 | «Stranger in a Strange Land»           | Юлиан Кэйден                    |
| 1988 | «Can I Play with Madness»              | Юлиан Дойл                      |
| 1988 | «The Evil That Men Do»                 | Тоби Филлипс, Стив Харрис       |
| 1988 | «The Clairvoyant»                      | Юлиан Кэйден, Стив Харрис       |
| 1989 | «Infinite Dreams»                      | Стив Харрис                     |
| 1990 | «Holy Smoke»                           | Стив Харрис                     |
| 1990 | «Tailgunner»                           | Стив Харрис                     |
| 1990 | «Bring Your Daughter to the Slaughter» | Стив Харрис                     |
| 1992 | «Be Quick or Be Dead»                  | Уинг Ко                         |
| 1992 | «From Here to Eternity»                | Ральф Зиман                     |
| 1992 | «Wasting Love»                         | Сэмуэль Байер                   |
| 1993 | «Fear of the Dark»                     | Сэмуэль Байер                   |
| 1993 | «Hallowed Be Thy Name»                 | Сэмуэль Байер                   |
| 1995 | «Man on the Edge»                      | Уинг Ко                         |
| 1996 | «Afraid to Shoot Strangers»            | Стив Лазарус, Стив Харрис       |
| 1996 | «Lord of the Flies»                    | Стив Лазарус, Стив Харрис       |
| 1996 | «Virus»                                | Стив Лазарус, Стив Харрис       |
| 1998 | «The Angel and the Gambler»            | Симон Хилтон                    |
| 1998 | «Futureal»                             | Стив Лазарус                    |
| 2000 | «The Wicker Man»                       | Дэн Карр                        |
| 2000 | «Out of the Silent Planet»             | Дэвид Паттенден, Тревор Томпсон |
| 2000 | «Brave New World»                      | Дэн Карр                        |
| 2003 | «Wildest Dreams»                       | Говард Гринхол                  |
| 2003 | «Rainmaker»                            | Говард Гринхол                  |
| 2004 | «No More Lies»                         | Мэтью Амос                      |
| 2006 | «The Reincarnation of Benjamin Breeg»  | Мэтью Амос                      |
| 2006 | «Different World»                      | Говард Гринхол                  |
| 2010 | «Satellite 15….The Final Frontier»     | Ник Скотт                       |
| 2015 | «Speed of Light»                       | Ллекси Леон                     |

## Бокс-сеты
| Год  | Детали                                                                                       | Комментарии |
| ---- | -------------------------------------------------------------------------------------------- | --- |
| 1990 | The First Ten Years - Релиз: 12 февраля 1990 - Лейбл: EMI (CDIRN 1-10) - Формат: 12-inch, CD | Десятидисковый бокс-сет был выпущен в честь десятилетия группы. |
| 1998 | Eddie's Head - Релиз: 1 декабря 1998 - Лейбл: EMI (7243-4-97999-0-5) - Формат: CD            | Бокс-сет ограниченной серии содержит в себе всю дискографию группы до выпуска этого бокс-сета, а также тексты к песням, обложки альбомов, фотографии и многое другое. Коробка выполнена в форме головы маскота Iron Maiden, Эдди. |
| 2002 | Eddie's Archive - Релиз: 5 ноября 2002 - Лейбл: EMI (7243-5-41277-2-4) - Формат: CD          | Содержит в себе некоторые предыдущие сборники, в том числе не изданные. Коробка выполнена в металлическом стиле, на ней выделяется голова Эдди.                                                                                   |